# Крюков Олександр Олександрович

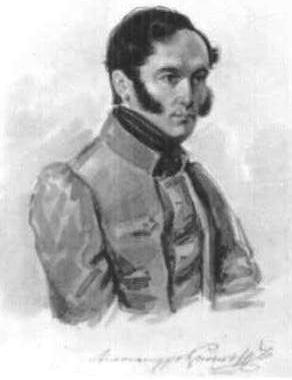
Крюков Олександр Олександрович 1836 р. Акварель Бестужева М. О. Автограф Олександра Крюкова.

Крюков Олександр Олександрович (14 січня 1793 — 3 серпня 1866) — декабрист, поручик лейб-гвардії Кавалергардського полку, ад'ютант графа Вітгенштейна. Брат декабриста Крюкова Миколи Олександровича.

## Біографія

### Ранні роки
З дворян Тульської губернії. Батько — нижньогородський губернатор Олександр Семенович Крюков (помер в 1844 році), мати — англійка Єлизавета Іванівна Манже (померла 13 квітня 1854 року). Виховувався в Петербурзі в пансіонах Кріля (1803 рік) і Меєра (1804 рік) і в Німецькому училище Святого Петра (Петропавлівської школі) з 1805 по 1811 рік.

### Служба
У службу вступив (а, найімовірніше, був записаний) до Державної інспекторських справ колегії — 15 грудня 1805 року (по формулярному списку, а за власними свідченнями — в Колегію закордонних справ у 1807 року), звідки звільнений у Нижньогородський кінний полк нижньогородського ополчення з перейменуванням у корнети — 10 грудня 1812 року. Учасник закордонних походів 1813—1814 років. Після розпуску ополчення переведений тим же чином у Ольвіопольський гусарський полк — 14 серпня 1815 року, поручик — 23 травня 1817 року. Призначено ад'ютантом до головнокомандуючого 2 армією графа Вітгенштейна — 30 січня 1819 року.

### Декабрист
Член Союзу благоденства з 1820 року і Південного товариства. Сам прийняв у Південне товариство двох членів. Брав участь у нараді в Тульчині, на якої було прийнято рішення про розпуск Союзу благоденства і про створення Південного товариства. Поділяв мету Південного товариства про введення республіканського правління і революційний спосіб дії. На допитах був невідвертий.
Наказ про арешт від 18 грудня 1825 року, заарештований — 30 грудня. Доставлений з Тульчина до Петербурга на головну гауптвахту 8 січня 1826 року, наступного дня переведений до Петропавловську фортецю.
Засуджений, як і брат М. О. Крюков, по II розряду і по конфірмації 10 липня 1826 року засуджений на каторжні роботи на 20 років, термін скорочений до 15 років — 22 серпня 1826 року. Відправлений з Петропавлівської фортеці до Сибіру — 19 січня 1827 року. Покарання відбував у Читинському острозі і Петровському заводі. Термін скорочено до 10 років — 8 листопада 1832 року. Один з організаторів і активних учасників хору. В казематі став кухарем. На каторзі в Петровському Заводі багато читав, писав спогади.Разом з братом Миколою Крюковим відправлений достроково на поселення в с. Онашіно Єнісейської губернії в грудні 1835 року. Через рік обидва переселені до міста Мінусинськ, мали власний будинок. Організували високоприбуткове господарство, займалися землеробством, скотарством. Клопотання про переведення на Кавказ рядовими, які подавалися ними, батьком і сестрою в 1840 і 1841 році були відхилені. За клопотанням матері дозволено вступити в цивільну службу в Сибіру канцелярським служителем 4 розряду в 1852 році. Олександр Крюков згодом колезький реєстратор — (1858 рік). Після смерті матері успадкували 65 тисяч рублів і будинок в Нижньому Новгороді. Після амністії 26 серпня 1856 року Крюков приїжджав на батьківщину і з особливого дозволу жив у своєї сестри в Москві, а весною 1858 року виїхав назад в Мінусинськ до своєї родини. Дозволено виїхати до Європейської Росії в 1859 році. Жив із сім'єю у Києві.
Дозволено виїхати за кордон з дітьми у 1865 році. Останні роки життя Крюков провів у Брюсселі, де і помер від холери.
Дружина (сімейні відносини без укладання шлюбу з 1841 року, повінчані 2 лютого 1853 року) — Ганна Миколаївна Якубова, селянка Ліфляндської губернії, заслана до Сибіру на поселення за вбивство своєї незаконної дитини, після відбуття терміну перерахована в 1852 році в селянки Єнісейської губернії.